# 第7猟兵旅団 (オーストリア連邦軍)
第7猟兵旅団（だい7りょうへいりょだん、ドイツ語: 7. Jägerbrigade）は、オーストリア連邦軍の旅団のひとつ。軍司令部（ドイツ語: Kommando Streitkräfte）隷下にあり、ケルンテン州クラーゲンフルトのヴィンディッシュ兵営に司令部を置く。オーストリア連邦軍で唯一の空挺部隊である、第25猟兵大隊を隷下に有する。

## 編成
旅団編成は以下のとおりとなる。
- 第7本部大隊
  - 本部中隊
  - 指揮支援中隊
  - 補給輸送中隊
  - 修理中隊
  - NBC防護中隊（シュタイアーマルク州グラーツ）
  - 教導中隊（ケルンテン州ブライブルク（ドイツ語版））
- 第12猟兵大隊（ニーダーエスターライヒ州アムシュテッテン）
  - 本部中隊
  - 第1猟兵中隊
  - 第2猟兵中隊
  - 戦闘支援中隊
- 第18猟兵大隊（シュタイアーマルク州ザンクト・ミヒャエル・イン・オーバーシュタイアーマルク（ドイツ語版））
  - 本部中隊
  - 第1猟兵中隊
  - 第2猟兵中隊
  - 戦闘支援中隊
- 第25猟兵大隊（ドイツ語版）
  - 本部中隊
  - 第1猟兵中隊
  - 第2猟兵中隊
  - 戦闘支援中隊
- 第7偵察・砲兵大隊（ドイツ語版）（シュタイアーマルク州フェルトバッハ（ドイツ語版））
  - 本部中隊
  - 第1偵察中隊 - ハサー
  - 第2偵察中隊 - ハサー
  - 第1砲兵中隊 - M109A5Ö
  - 第2砲兵中隊 - M109A5Ö
- 第1工兵大隊（ケルンテン州フィラッハ）
  - 本部中隊
  - 工兵中隊
  - 技術工兵中隊
  - 建設工兵中隊
  - 工兵戦闘支援中隊

## 歴代旅団長
| 代            | 氏名                                          | 階級          | 在職期間        | 備考          |
| 第7山岳旅団長 | 第7山岳旅団長                                 | 第7山岳旅団長 | 第7山岳旅団長   | 第7山岳旅団長 |
| ------------- | --------------------------------------------- | ------------- | --------------- | ------------- |
| 1             | アントン・ホルツィンガー Anton Holzinger      | 准将          | 1956年 - 1962年 |               |
| 第7猟兵旅団長 |                                               |               |                 |               |
| 1             | ユリウス・グルント Julius Grund               | 准将          | 1963年 - 1973年 |               |
| 2             | ミヒャエル・アネヴァンター Michael Annewanter | 大佐          | 1974年 - 1980年 |               |
| 3             | アドルフ・アールマン Adolf Allmann            | 大佐          | 1980年 - 1988年 |               |
| 4             | ゲオルグ・ゲス Georg Goess                    | 大佐          | 1988年 - 1996年 |               |
| 5             | アロイス・フリューヴィルト Alois Frühwirth    | 中佐          | 1996年          |               |
| 6             | Günter Polajnar                               | 准将          | 1997年 - 2007年 |               |
| 7             | トーマス・スターリンガー Thomas Starlinger    | 准将          | 2007年 - 2012年 |               |
| 8             | ゲルハルト・クリスティナー Gerhard Christiner | 准将          | 2012年 - 2013年 |               |
| 9             | ユルゲン・ヴェアゲッター Jürgen Wörgötter     | 准将          | 2013年 - 2018年 |               |
| 10            | ヨーゼフ・ホルツァー Josef Holzer             | 准将          | 2018年 - 2019年 |               |
| 11            | ホルスト・ホーファー Horst Hofer              | 准将          | 2019年 -        |               |